# Pozla Gora
Pozla Gora is een plaats in de gemeente Pojezerje in de Kroatische provincie Dubrovnik-Neretva. De plaats telt 64 inwoners (2001).